# ۷۸۹ (میلادی)
۷۸۹ (میلادی) هفتصد و هشتاد و نهمین سال تقویم میلادی است.

## مناسبت‌ها
- شاه شارلمانی اول به همراه ارتش تشکیل شده فرانک‌ها و با کمک ساکسون‌ها رود خانهٔ البا می‌گذرد و به سمت قلمرو آبوترویت (قلمرویی در شمال آلمان) لشکر کشی می‌کند. او با قبایل ولیتز می‌جنگد و آنها را از آنجا به بیرون می‌راند و سرزمین‌های بالتیک را تصاحب می‌کند.
- پپین، شاه ایتالیا، ایستریا را که متعلق به امپراتوری بیزانس در دریای آدرتیک فتح می‌کند و بعد مبلغین دینی برای تغییر دین آنها از پروستات به کاتولیک می‌فرستد.
- شارلمانی برای محافظت از یک فورد (در اینجا احتمالاً منظور خانواده سلطنتی است نه ماشین[۱]) که از رودخانه باریک نررو المان درحال عبور بوده‌است شهر هارفورد را تأسیس می‌کند.
- شاه بورتریک ایالت وسکس در بریتانیا با پرنسس عدبورگ دخترِ اوفای مرسیا ازدواج کرد و سلطنت شاه مرسیا را بر کشورش پذیرفت
- کنستانتین اول به عنوان پادشاه پیکت (بخشی از اسکاتلند امروزی) انتخاب شد. وی به یکی از عالی‌ترین پادشاهان اسکاتلند در دوران وایکینگ و در زمان خودش تبدیل گشت

## زادگان
لوشانگ، یکی از فرماندهان سلسلهٔ تانگ، وی در سال۸۵۹میلادی در گذشت
- ابولحسن زریاب شاعر و موسیقیدان کرد ایرانی،

وی در سال ۸۵۷در گذشت

## درگذشتگان
‎
•۲۰ فوریه لئوی کاتانیا: کشیش و اسقف بخش کاتانیا متعلق به امپراتوری بیزانس
- الخیزران اولین ملکه مقتدر اسلام، همسر قدرتمند و مشاور مهدی (خلیفه) و مادر عالی هادی (خلیفه) در خلافت عباسی تاریخ دقیق مرگ وی مشخص نیست